# Полядово
Полядово (пол. Poladowo) — село в Польщі, у гміні Сміґель Косцянського повіту Великопольського воєводства.
Населення — 365 осіб (2011).
У 1975-1998 роках село належало до Лешненського воєводства.

## Демографія
Демографічна структура станом на 31 березня 2011 року:
|          | Загалом | Допрацездатний вік | Працездатний вік | Постпрацездатний вік |
| -------- | ------- | ------------------ | ---------------- | -------------------- |
| Чоловіки | 172     | 31                 | 126              | 15                   |
| Жінки    | 193     | 42                 | 118              | 33                   |
| Разом    | 365     | 73                 | 244              | 48                   |